# 1888 Zu Chong-Zhi
1888 Zu Chong-Zhi (1964 VO1) là một tiểu hành tinh vành đai chính được phát hiện ngày 9 tháng 11 năm 1964 bởi Đài thiên văn Tử Kim Sơn ở Nanking. Nó được đặt tên theo Tổ Xung Chi-nhà khoa học nổi tiếng thời Nam Bắc triều trong lịch sử Trung Quốc.